# 中央大樓 (渥太華)

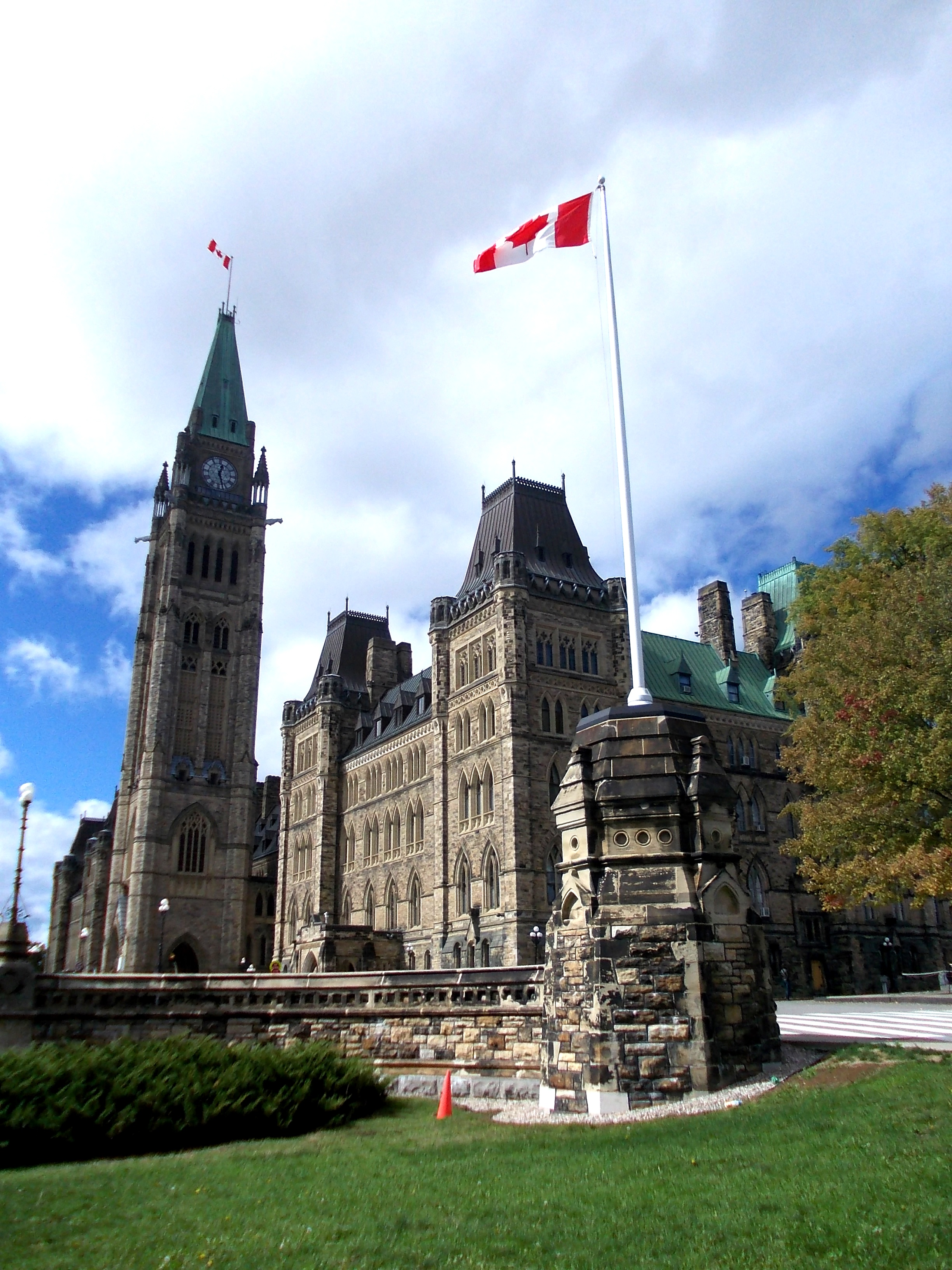

中央大楼（英語：Centre Block）是加拿大国会建筑群的主楼，位于加拿大渥太华国会山，设有加拿大下议院和加拿大参议院，加拿大总理、加拿大官方反对党領袖和其他党领导人的办公室，以及许多议员办公室。此外还有一些举行仪式的地点，如荣誉大厅，纪念厅和联邦大厅。
中央大楼为对称的哥特复兴风格，系1916年大火后重建。内部的雕刻工作持续到20世纪70年代。中央大楼为加拿大最知名的建筑之一，被描绘在10加元、20加元和50加元上。
中央大楼由Jean Omer Marchand和John A. Pearson设计，长144米，深75米，高6层。
2019年，中央大楼开始十年维修工程。下议院搬迁至西大楼中庭内的临时议会，而参议院则迁至邻近的前铁路总站。

## 圖片

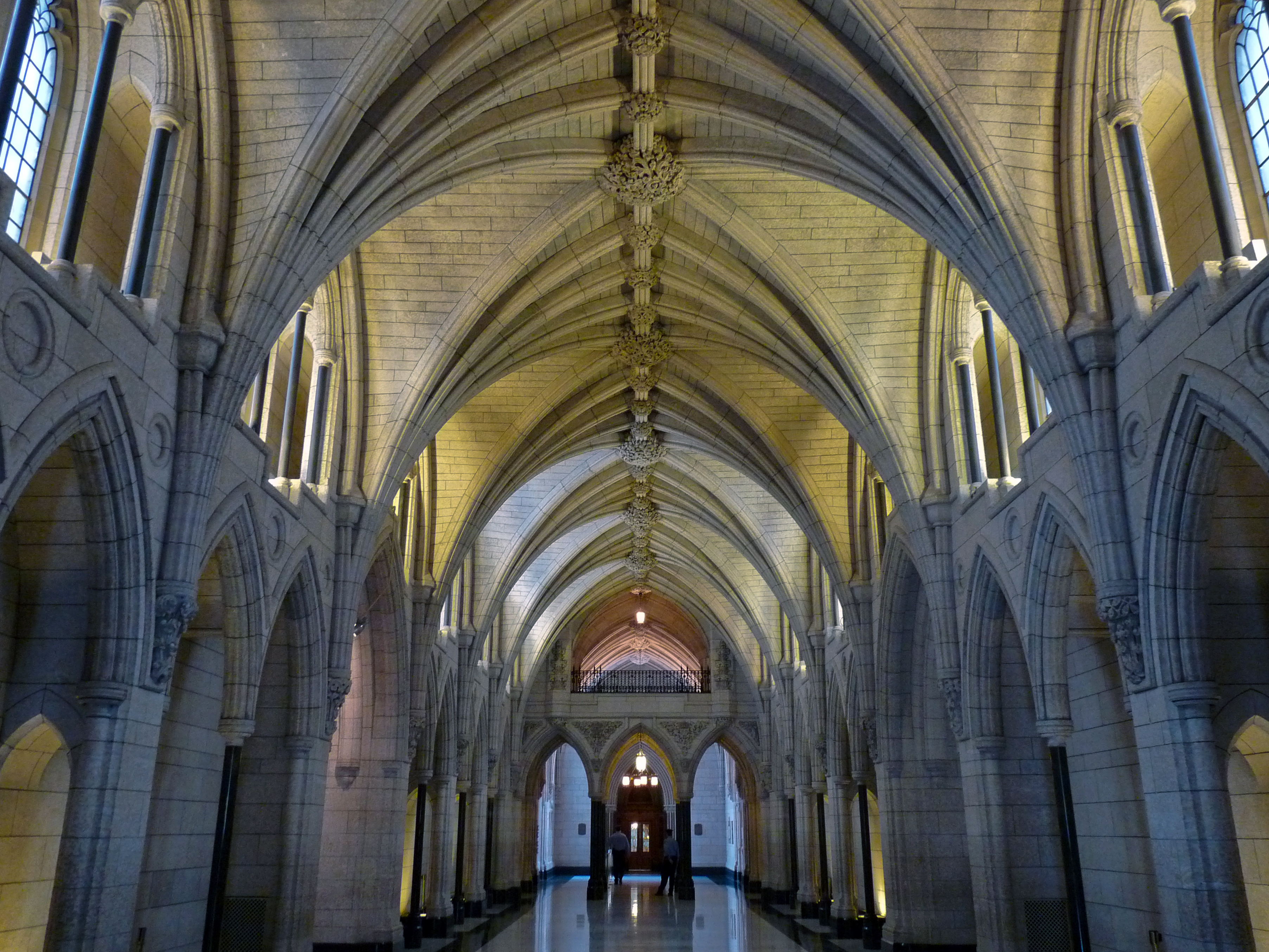
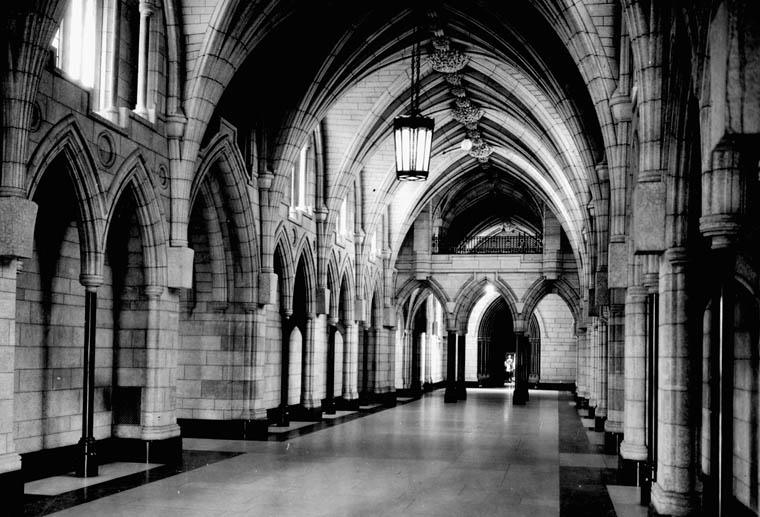
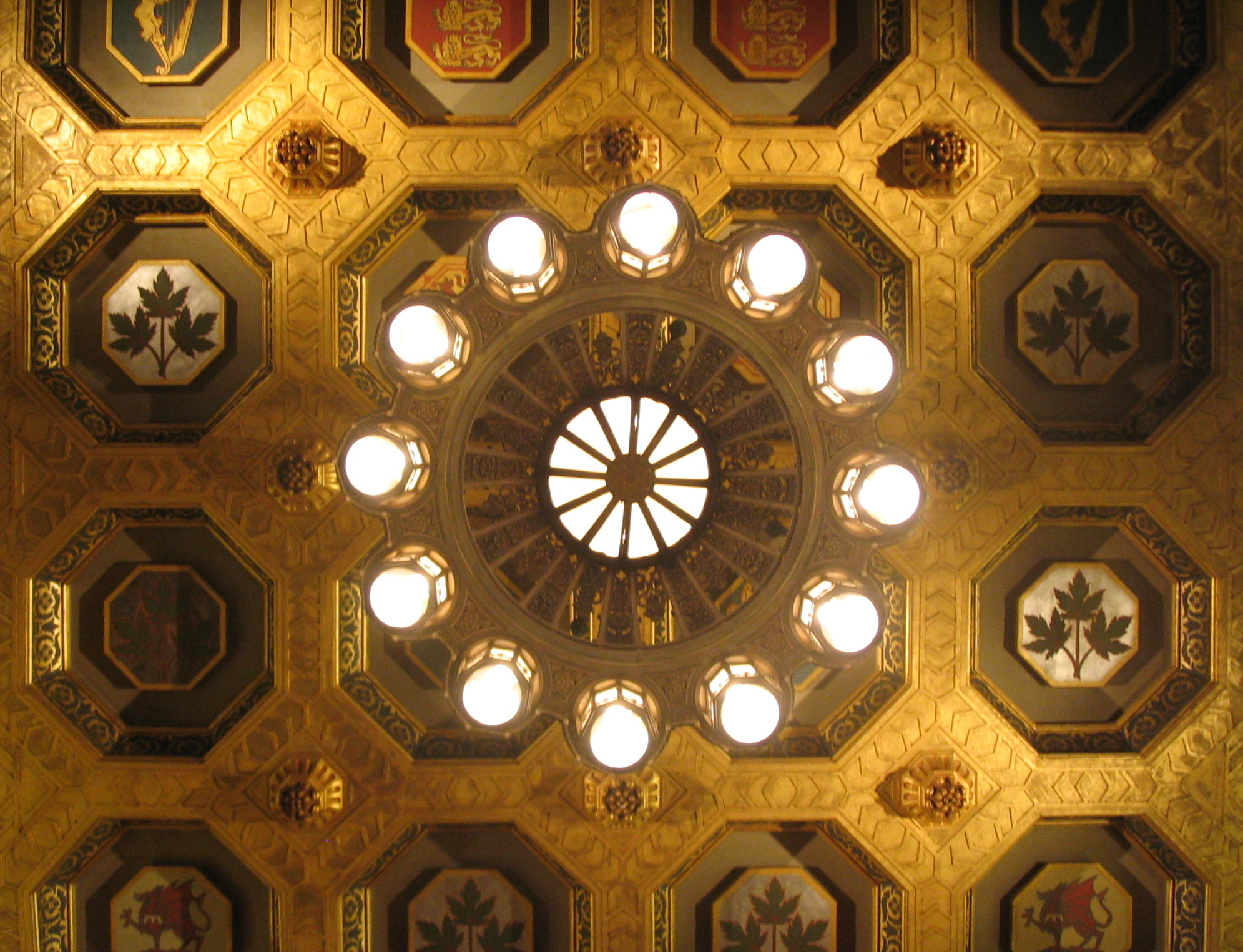
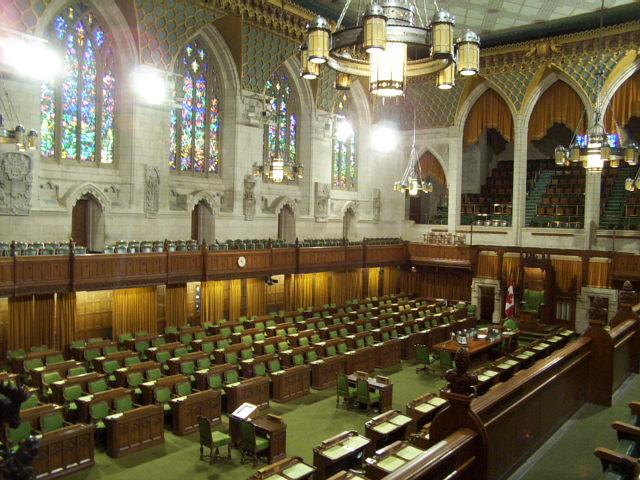
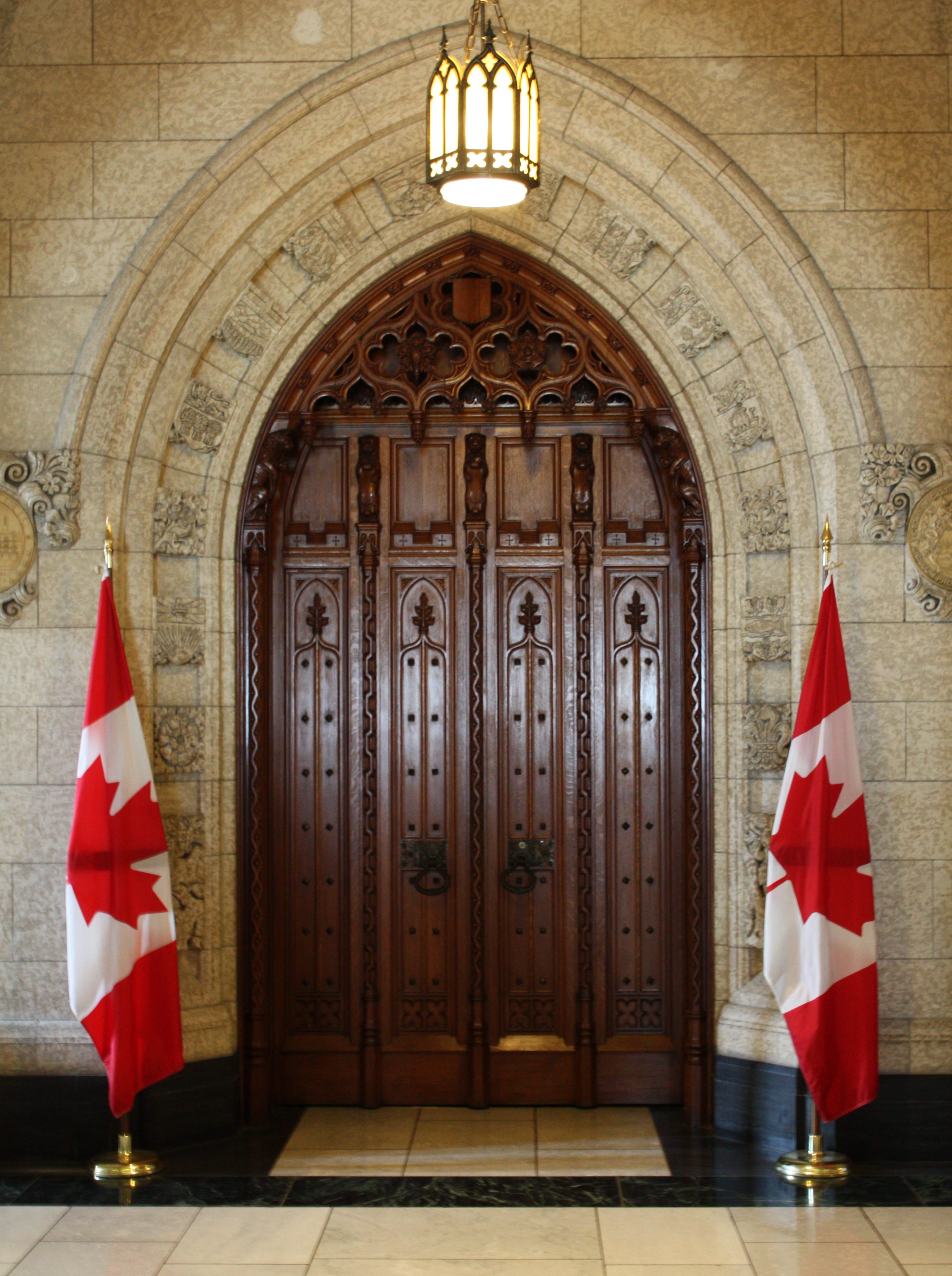
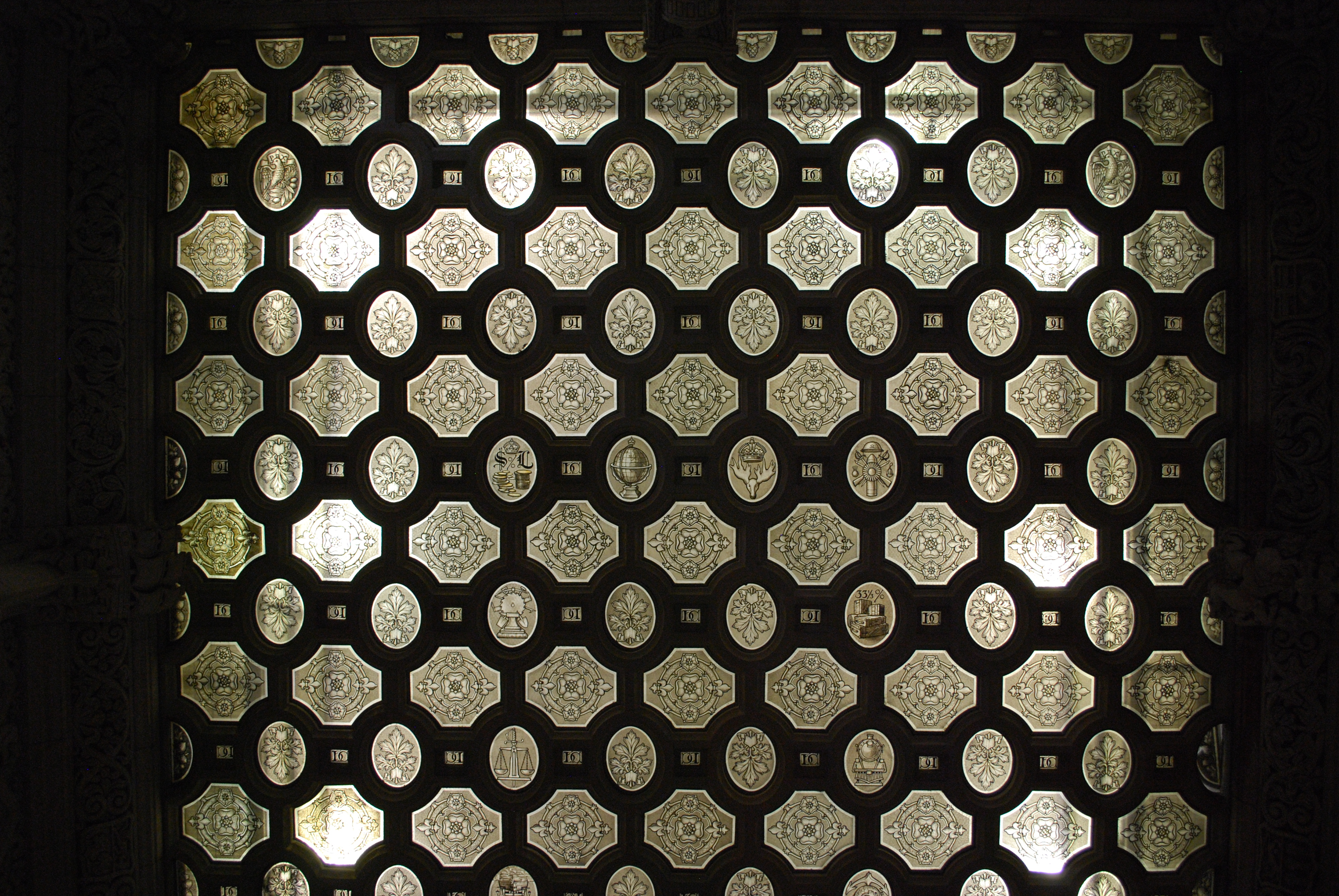
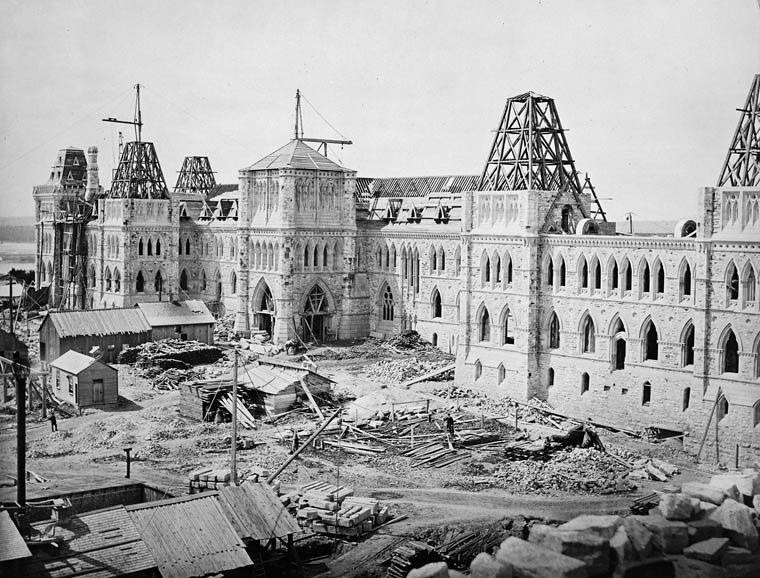
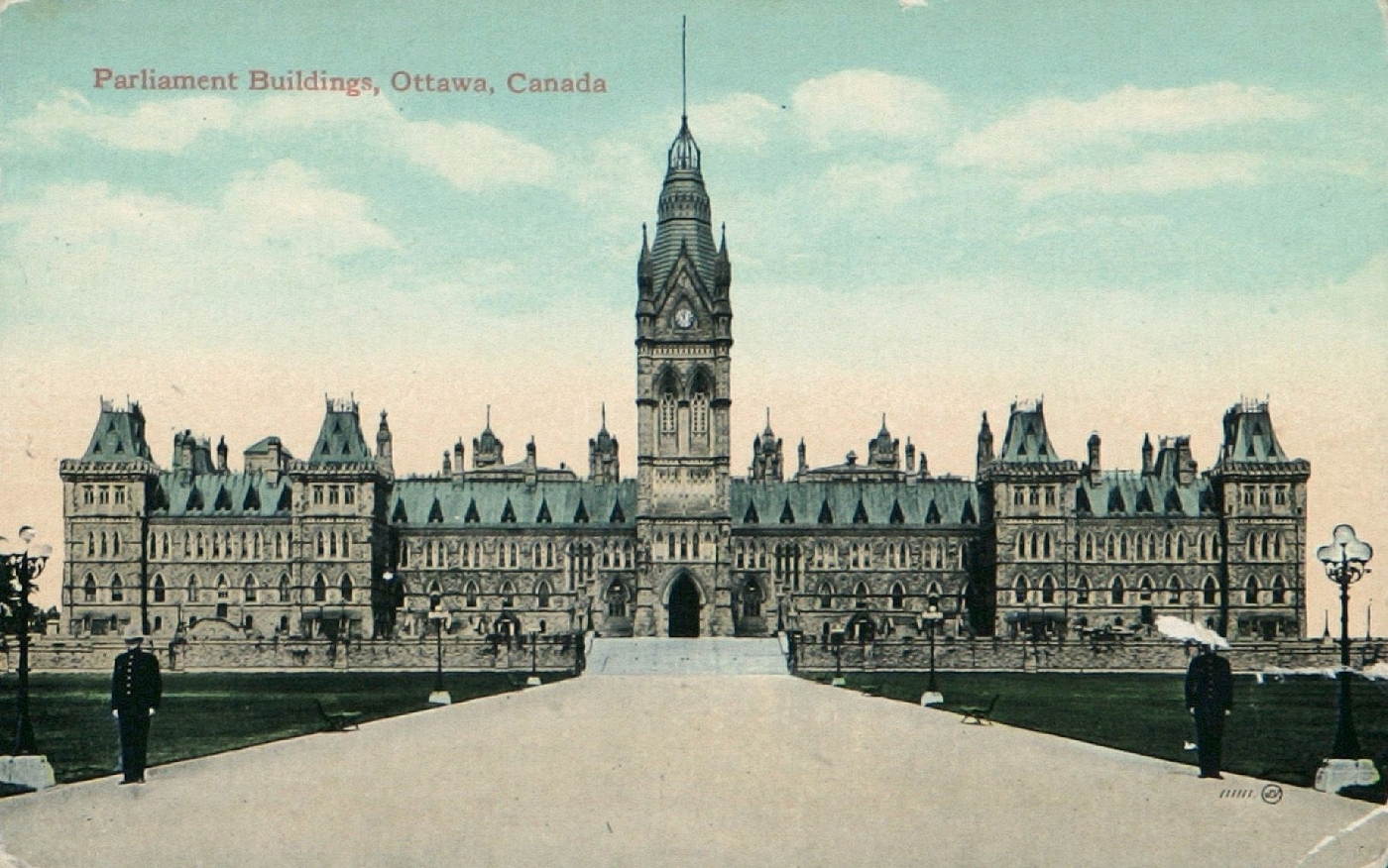
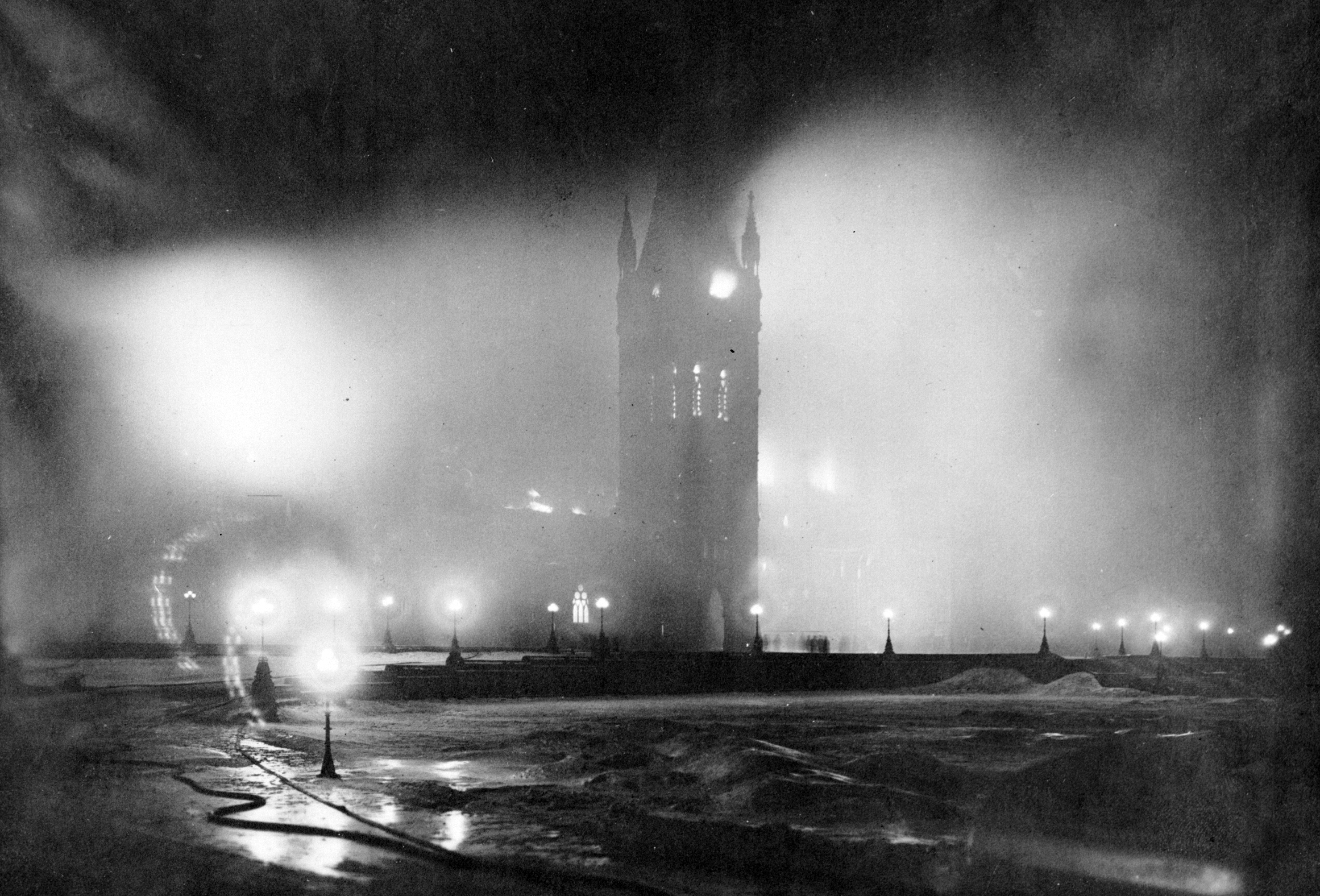
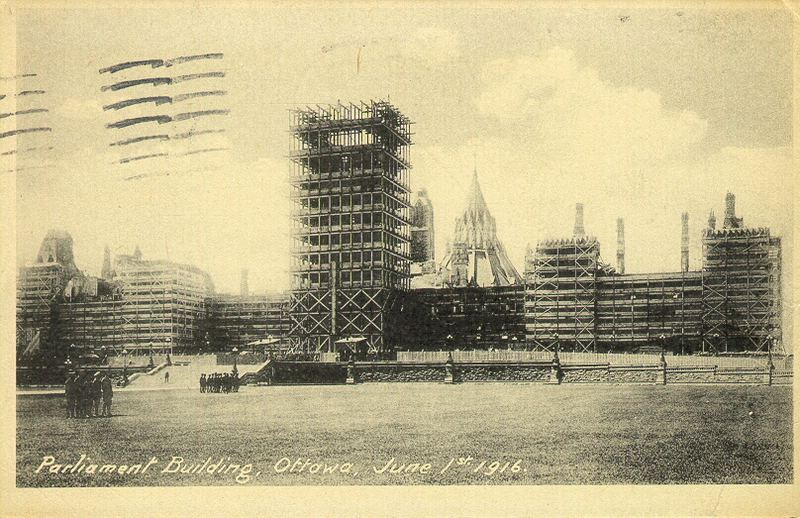